# Vladimír Čech (režisér)
Vladimír Čech, narozen jako Vladimír Přikryl, (25. října 1914 České Budějovice – 2. února 1992 Praha) byl československý filmový režisér a scenárista. Natočil snímek Klíč, za který 28. června 1971 během zakončení letní části Filmového festivalu pracujících získal první cenu.

## Dílo
K Čechovým dílům se řadí:
- 105% alibi (režie)
- Alibi na vodě (scénář, režie)
- Divá Bára (scénář, režie)
- Jak napálit advokáta (režie)
- Kde alibi nestačí (scénář, režie)
- Kohout plaší smrt (scénář, režie)
- Mezi námi zloději (scénář, režie)
- První a poslední (režie)